# 雅各布·纳克拉达尔
雅各布·纳克拉达尔（捷克語：Jakub Nakládal，1987年12月30日—），捷克男子冰球运动员，场上位置是后卫。他曾代表捷克国家队参加2018年冬季奥林匹克运动会男子冰球比赛，获得第四名。